# Georg Johow

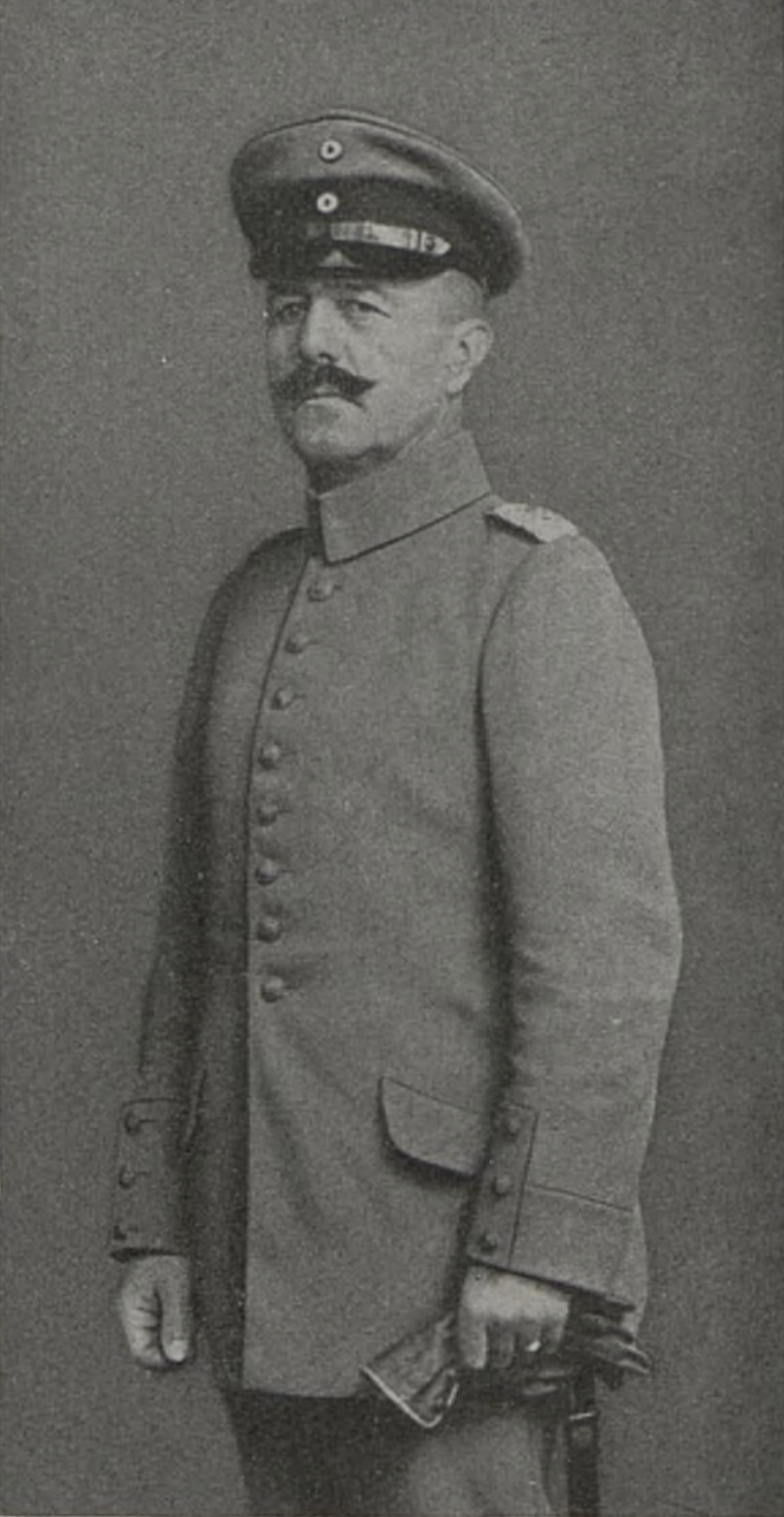
Georg Johow (ca. 1916)

Georg Franz Johow (* 7. April 1862 in Chodziesen, Großherzogtum Posen; † 29. April 1945 in Berlin) war ein deutscher Offizier, zuletzt Generalleutnant.

## Leben
Im Ersten Weltkrieg führte er unter anderem als Kommandeur die 5. Division bis zu deren Auflösung zum Kriegsende. Johow wurde am 21. September 1916 der Militärorden Pour le Mérite verliehen. 
Anlässlich des 25. Jahrestages des Beginns des Ersten Weltkrieges und der Schlacht bei Tannenberg erfolgte am 27. August 1939 die Verleihung des Charakters als Generalleutnant.